# Psychotria mineirensis
Psychotria mineirensis är en måreväxtart som beskrevs av Herbert Fuller Wernham. Psychotria mineirensis ingår i släktet Psychotria och familjen måreväxter. Inga underarter finns listade i Catalogue of Life.